# Ромм, Вольдемар Магнусович
Вольдемар Магнусович Ромм (1908 год, с. Сальме, Сухумский округ, Кутаисская губерния, Российская империя — дата смерти неизвестна) — бригадир колхоза имени Сталина Леселидзевского сельсовета Гагрского района Абхазской АССР, Грузинская ССР. Герой Социалистического Труда (1949).

## Биография
Родился в 1908 году крестьянской семье в эстонском селе Сальме (сегодня — Псоу) Кутаисской губернии.
Во время коллективизации вступил в колхоз имени Сталина (с 1960 года — после слияния с соседним колхозом имени Кингисеппа — колхоз «Дружба») Гечрыпшского сельсовета (с 1944 года — Леселидзевский сельсовет) Гагрского района. Во второй половине 1940-х годов назначен бригадиром табаководческой бригады.
В 1948 году бригада под руководством Вольдемара Ромма собрала в среднем с каждого гектара по 18,5 центнеров табака сорта «Самсун» № 27 с участка площадью 6 гектаров. Указом Президиума Верховного Совета СССР от 3 мая 1949 года удостоен звания Героя Социалистического Труда «за получение высоких урожаев кукурузы и табака при выполнении колхозами обязательных поставок и контрактации по всем видам сельскохозяйственной продукции, натуроплаты за работу МТС в 1948 году и обеспеченности семенами всех культур в размере полной потребности для весеннего посева 1949 года» с вручением ордена Ленина и золотой медали «Серп и Молот».
Этим же указом звания Героя Социалистического Труда были удостоены председатель колхоза Ганс Михайлович Северин, агроном Вамбол Гансович Янес, звеньевые Михаил Юганович Конно и Ильда Иоэловна Локк.
Трудился в колхозе до выхода на пенсию.
Дата смерти не установлена.